# Quodlibet (Kabarettgruppe)
Quodlibet (lateinisch, zu deutsch: „beliebig“ bzw. auch sinngemäß „was gefällt“) war ein deutsches Quartett des Musikkabaretts.
In den 1990er Jahren formierte sich die Gruppe, bestehend aus dem Musikerehepaar Carola und Eberhard Rink, Fernsehjournalist Martin Buchholz (nicht zu verwechseln mit dem Kabarettisten gleichen Namens) sowie initial Andreas Baumann und später an seiner Stelle Martin Moro. Ihre Programme verbanden Musik unterschiedlichster Stilrichtungen mit Lyrik und Formen der darstellenden Kleinkunst wie Kabarett, Pantomime und Clownerie, meist im Bezug auf den christlichen Glauben.
Produziert von Hans-Werner Scharnowski, erschien 1993 das gleichnamige Musikalbum, mit dem die Gruppe 14 musikalische Titel ihrer Bühnenshow vorstellte. Das Album fand in der christlichen Musikszene positive Resonanz, unter anderem von ARD-Journalist Andreas Malessa, sodass fünf Jahre später ein zweites Musikalbum unter dem Titel Heiter bis folkig veröffentlicht wurde.
Nach zehn Jahren löste sich die Gruppe gegen Ende der 1990er Jahre auf, um individuellen Karriereplänen nachzugehen.

## Musikalben
- Quodlibet. Pila Music, Dettenhausen 1993[5]
- Heiter bis folkig. Pila Music, Dettenhausen 1997[6]